# Gadila clavata
Gadila clavata är en blötdjursart som först beskrevs av Gould 1859.  Gadila clavata ingår i släktet Gadila och familjen Gadilidae. Inga underarter finns listade i Catalogue of Life.